# Aboncourt-sur-Seille
Aboncourt-sur-Seille település Franciaországban, Moselle megyében. Lakosainak száma 66 fő (2022. január 1.). Aboncourt-sur-Seille Bey-sur-Seille, Lanfroicourt, Attilloncourt, Bioncourt, Jallaucourt és Manhoué községekkel határos.

## Népesség
A település népességének változása:
| Lakosok száma | 53   | 66   | 55   | 69   | 74   | 73   | 72   | 70   | 66   | 66   |
|               | 1968 | 1982 | 1990 | 2006 | 2013 | 2015 | 2017 | 2019 | 2020 | 2022 |